# Mannen som dog 3 gånger
Mannen som dog 3 gånger (engelska: The Man Who Finally Died) är en brittisk thrillerfilm från 1963 i regi av Quentin Lawrence.
Filmen bygger på ITV:s TV-serie med samma namn från 1959.

## Handling
Joe Newman får ett telefonsamtal från sin far i Bayern, vilken förmodades ha dött under andra världskriget.

## Rollista i urval
- Stanley Baker - Joe Newman
- Peter Cushing - dr Peter von Brecht
- Mai Zetterling - Lisa von Deutsch
- Eric Portman - inspektör Hofmeister
- Niall MacGinnis - Brenner
- Nigel Green - Hirsch
- Barbara Everest - Martha
- Alfred Burke - Heinrich